# New Young Pony Club
New Young Pony Club er et rockband fra Storbritannien.

## Diskografi
- Fantastic playroom (2007)

| Musikgruppe | Spire Denne artikel om en britisk musikgruppe er en spire som bør udbygges. Du er velkommen til at hjælpe Wikipedia ved at udvide den. |